# Cnephasitis vietnamensis
Cnephasitis vietnamensis es una especie de polilla de la familia Tortricidae. Se encuentra al norte de Vietnam.

## Descripción
La envergadura es de aproximadamente 26 mm para machos y 29 mm para mujeres. El color de fondo de las alas anteriores es grisáceo, mezclado con blanco antes de la fascia media. La estrigulación (rayas finas) y los puntos son grises y las marcas son grises con áreas más oscuras y pálidas. Las alas traseras son de color gris crema. El color de fondo de las alas anteriores de las hembras es gris pálido con algunos puntos gris oscuro. Tienen alas traseras color crema sucias.

## Etimología
El nombre se refiere al país de origen, Vietnam.